# Abdoel Aziz al Saoed
Abdoelaziz ibn Abdoel Rahman ibn Faisal ibn Turki ibn Abdoellah ibn Muhammad al Saoed (Arabisch: عبد العزيز آل سعود ', ‘Abd al-‘Azīz Āl Su‘ūd) (met diverse spellingvarianten en afkortingen, meestal aangeduid als Ibn Saoed) (Riyad, 15 januari 1875 – Taif, 9 november 1953), was de stichter van Saoedi-Arabië. Ibn Saoed is de vader van alle koningen van Saoedi-Arabië die hem tot nu toe opvolgden. In totaal wordt zijn aantal nakomelingen geschat op zo'n vier à vijfduizend.

## Biografie
Hij werd geboren in de streek de Nadjd in het Huis van Saoed. De Saoedi's waren (en zijn) wahabieten, een puriteinse stroming binnen de islam. In 1890, op veertienjarige leeftijd, volgde Ibn Saoed zijn familie in ballingschap naar wat nu Koeweit is. Het land van de familie werd toen veroverd door de Rashidi's.
In 1901, op 25-jarige leeftijd, volgde Ibn Saoed zijn vader, Abdul Rahman bin Faisal op, om de leider van de Saoedische stam te worden met de titel Sultan van de Nadjd. Toen begon hij ook met het heroveren van land op de Rashidi's. In 1902 heroverde hij, met slechts 72 getrouwelingen, Riyad door de Rashidische gouverneur te doden. Ibn Saoed werd beschouwd als een "magnetische leider" die diverse stammen kon overhalen om aan zijn zijde mee te vechten.
In de twee jaar na de verovering van Riyad, veroverde Ibn Saoed bijna de helft van de Nadjd op de Rashidi's. In 1904 wendde Ibn Rashid, de leider van de Rashidi's zich tot het Ottomaanse Rijk voor hulp tegen Ibn Saoed. Het Ottomaanse Rijk beheerste toen de Hidjaz (het westen van het Arabisch Schiereiland) en het zuiden van wat nu Irak is. De Ottomanen stuurden troepen naar Arabië, waarbij Ibn Saoed op 15 juni 1904 verslagen werd. De Saoedi's konden echter hierna weer terugslaan, omdat aanvoer van materieel voor de Ottomanen achterwege bleef.
In 1912 consolideerde Ibn Saoed zijn controle over de Nadjd met de hulp van een georganiseerd en goed getraind leger. In 1913 veroverde hij oostelijke provincie al-Hasa op de Ottomanen.
In 1914 brak de Eerste Wereldoorlog uit. Het Ottomaanse Rijk behoorde tot de zijde van de centrale mogendheden samen met Duitse Rijk, Oostenrijk-Hongarije en Bulgarije. De Britten probeerden de Arabieren te bewegen om in opstand te komen tegen hun Ottomaanse overheersers. Zij steunden zowel Ibn Saoed als Hoessein ibn Ali, de Sjarief van Mekka. De Saoedi's leefden op voet van oorlog met de stam van Hoessein, de Hasjemieten.
Ondanks dat de Britten Hoessein meer steunden dan de puriteinse Ibn Saoed, tekenden ze in 1915 een verdrag waarbij het land van de Saoedi's een Brits protectoraat werd. In ruil hiervoor beloofde Ibn Saoed opnieuw de oorlog te verklaren aan de Rashidi's, die de Ottomanen steunden. De Britten betaalden Saoed 5000 pond per maand, maar volgens Ibn Saoed was dit te weinig om ten strijde te trekken.
Na de oorlog, in 1920, trok Ibn Saoed op tegen de Rashidi's, waarbij de laatsten uiteindelijk in 1922 verslagen werden. Door deze verovering verdubbelde het landoppervlak van de Saoedi's. De Britten zetten hun subsidie tot 1924 voort.
Nadat Atatürk, de leider van de nieuwe Turkse Republiek, in 1924 het kalifaat (of religieus leiderschap) van kalief Abdülmecit II had afgeschaft, verklaarde Hoessein ibn Ali zich tot kalief. Deze beslissing viel zeer slecht bij de puriteins-islamitische Ibn Saoed en zijn onderdanen, die prompt de oorlog verklaarden aan de Hasjemieten. Op hetzelfde moment stopten de Britten met de subsidie aan Ibn Saoed, waarbij de Britten zich dus uit het conflict terugtrokken.
Hoessein ibn Ali wilde het gevecht aangaan, maar zijn onderdanen haalden hem over af te treden ten gunste van zijn zoon Ali. Terwijl Hoessein vluchtte, hield Ali nog enige maanden stand in de stad Djedda. In december 1924 gaf Ali de strijd op. Na deze overwinning veranderde Ibn Saoed zijn titel van Sultan van de Nadjd in Koning van de Hidjaz en Nadjd. De Britten erkenden het nieuwe koninkrijk in 1927. Ibn Saoed riep zich echter niet uit tot kalief, waarmee er een einde kwam aan het kalifaat.
Ibn Saoed dwong vele stammen om zich permanent te vestigen en onderlinge ruzies en oorlogen bij te leggen. Hij werd ook beschermer van pelgrims naar de heilige plaatsen Mekka en Medina. Van 1927 tot 1932 consolideerde Ibn Saoed zijn macht over het Arabisch Schiereiland. In 1932, nadat hij het grootste deel van het schiereiland veroverd had, veranderde hij de naam van zijn land in Saoedi-Arabië. Hij riep zichzelf uit tot koning, met steun van de Britse regering.
In 1938 werd in Saoedi-Arabië aardolie gevonden en Ibn Saoed gaf Amerikaanse oliemaatschappijen, zoals Saudi Aramco, diverse rechten om te boren. De inkomsten gingen naar het Saoedische koningshuis. Pas later ging er ook geld naar zijn onderdanen. Tijdens de Tweede Wereldoorlog bleef Saoedi-Arabië neutraal, maar het bleef olie leveren aan de geallieerden.
In 1948 nam Saoedi-Arabië met een zeer kleine legermacht deel aan de Arabisch-Israëlische Oorlog van 1948.
Abdoel Aziz al Saoed overleed in 1953 op 78-jarige leeftijd. In 1971 eerde zijn zoon Faisal hem door een orde, de Orde van Abdoel Aziz al Saoed in te stellen.

## Familie en opvolging
Ibn Saoed was 15 jaar toen hij voor het eerst getrouwd was. Zijn eerste vrouw overleed kort daarna. Ibn Saoed hertrouwde toen hij 18 jaar was. Hij was 25 toen zijn eerste zoon Turki werd geboren, en 77 toen zijn laatste zoon geboren werd.. Ibn Saoed had 45 zonen, van wie 36 overleefden naar volwassenheid en eigen kinderen kregen. Ook had Ibn Saoed veel dochters. Ibn Saoed had naar schatting 22 vrouwen. Zij waren:
1. Wadhba bint Muhammad al-Hazzam
  1. Turki (I) (1900 – 1919)
  2. Saoed (12 januari 1902 – 23 februari 1969) (Koning 1953 – 1964)
  3. Nura
  4. Munira
2. Tarfah bint Abdullah Al AlSheikh
  1. Khalid (I) (geboren 1903 – overlijdensdatum onbekend, jong gestorven)
  2. Faisal (14 april 1906 – 25 maart 1975) (Koning 1964 – 1975)
  3. Saad (I) (1914 – 1919)
  4. Anud (geboren 1917 – overlijdensdatum onbekend)
  5. Nura (1904–1938)
3. Lulua bint Salih Al Dakhil
  1. Fahd (I) (1906 – 1919)
4. Al Jawhara bint Musaed Al Jiluwi
  1. Muhammad (1910 – 1988)
  2. Khalid (II) (13 februari 1913 – 13 juni 1982) (Koning 1975 – 1982)
  3. Al Anoud
5. Lajah bint Khalid bin Hithlayn
  1. Sara (1916 – juni 2000)
6. Bazza (I)
  1. Nasser (1911 – 1984)
7. Jawhara bint Saad bin Abdul Muhsin al Sudairi
  1. Saad (II) (1915 – 1993)
  2. Musa'id (1923 – 2013)
  3. Abdul Mohsin (1925 – 1985)
  4. Al Bandari (1928-2008)
8. Hassa Al Sudairi (1900 – 1969) (de zonen van deze echtgenote staan bekend als de "Zeven Sudairi").
  1. Fahd (II) (16 maart 1921 – 1 augustus 2005) (Koning 1982 – 2005)
  2. Sultan (1928 – 2011) (Kroonprins 2005 – 2011)
  3. Luluwah (ca. 1928 – 2008)
  4. Abdul Rahman (1931 – 2017)
  5. Nayef (1934 – 2012) (Kroonprins 2011 – 2012) 
    1. (zijn zoon Mohammed 2015 – 2017 kroonprins.)

  6. Turki (II) (1934 – 2016)
  7. Salman (geboren in 1935) (Kroonprins 2012 – 2015) (Koning 2015 – heden)
    1. (zijn zoon Mohammad sinds 2017 kroonprins)

  8. Ahmed (geboren 1942)
  9. Jawahir
  10. Latifa
  11. Al Jawhara
  12. Moudhi (jong gestorven)
  13. Felwa (jong gestorven)
9. Shahida
  1. Mansour (1921 – 2 mei 1951)
  2. Misha'al (geboren 1926)
  3. Qumash (1927 – september 2011)
  4. Mutaib (geboren 1931)
10. Fahda bint Asi al-Shuraim (weduwe van Saoed al-Rashid)
  1. Abdoellah (1 augustus 1924 – 23 januari 2015) (Koning 2005 – 2015)
  2. Nuf
  3. Seeta (ca. 1930 – 13 april 2011)
11. Bazza (II)
  1. Bandar (1923 – 2019)
  2. Fawwaz (1934 - 2008)
12. Haya bint Sa'ad Al Sudairi (1913 – 18 april 2003)
  1. Badr (I) (1931 – 1932)
  2. Badr (II) (1933 – 1 April 2013)
  3. Huzza (1951 – juli 2000)
  4. Abdul Ilah (geboren 1939)
  5. Abdul Majeed (1943 – 2007)
  6. Nura (geboren 1930)
  7. Mishail
13. Bushra
  1. Mishari (1932 – 23 mei 2000)
14. Munaiyir (ca. 1909 – december 1991)
  1. Talal (I) (1924 – 1927)
  2. Talal (II) (1931 – 2018)
  3. Nawwaf (16 augustus 1932 – 29 september 2015)
  4. Madawi
15. Mudhi
  1. Sultana (ca. 1928 – 7 juli 2008)
  2. Haya (ca. 1929 – 2 november 2009)
  3. Majid (II) (9 oktober 1938 – 12 april 2003)
  4. Sattam (21 januari 1941 – 12 februari 2013)
16. Nouf bint Al Shalan
  1. Thamir (1937 – 27 juni 1959)
  2. Mamdouh (geboren 1941)
  3. Mashhur (geboren 1942)
17. Saida al Yamaniyah
  1. Hathloul (1942 – 29 september 2012)
18. Baraka Al Yamaniyah
  1. Moekrin (geboren op 15 september 1945) (Kroonprins januari 2015 – april 2015)
19. Futayma
  1. Hamoud (1947 – februari 1994)
20. Mudhi bint Abdullah Almandeel Al Khalidi
  1. Shaikha (geboren 1922)
21. Onbekend
  1. Majid (I) (1934 – 1940)
  2. Abdul Saleem (1941 – 1942)
  3. Jiluwi (I) (1942 – 1944)
  4. Jiluwi (II) (1952 – 1952) (de jongste zoon van Abdoel Aziz al Saoed, maar stierf als baby)